# Megadoden
Megadoden (Engels: Megadeath) is een term uit de Koude Oorlog, waarmee een miljoen doden werd aangegeven die bij een aanval met atoombommen of door een andere extreme vorm van democide zouden vallen. De term is bedacht in 1953 door de militair strateeg Herman Kahn van de RAND Corporation. De term raakte publiekelijk bekend door zijn boek On Thermonuclear War in 1960. Bij het afwegen van strategieën onder de doctrine van de gegarandeerde wederzijdse vernietiging gedurende de Koude Oorlog werd de eenheid gebruikt om effecten van nucleaire aanval en tegenaanval uit te drukken.
De term werd gebruikt in de film Dr. Strangelove or: How I Learned to Stop Worrying and Love the Bomb (1964) van Stanley Kubrick en werd gebruikt als naam voor 'The Megadeaths' (een voorloper van Pink Floyd) en in 1983 voor de trashmetalband Megadeth.